# Alexander Manninger
Alexander Manninger (Salisburgo, 4 giugno 1977) è un ex calciatore austriaco, di ruolo portiere.

## Carriera

### Club

#### Inizi in Austria, Arsenal
Cresciuto nelle giovanili del Salisburgo, nel 1995 passa in prestito al Vorwärts Steyr con cui fa il suo debutto tra i professionisti. L'anno dopo ritorna inizialmente a Salisburgo, dove è terzo portiere della squadra di Otto Barić, dietro a Otto Konrad e Herbert Ilsanker, per poi trascorrere il resto della stagione al Grazer AK dove colleziona 23 presenze e si affaccia anche al palcoscenico europeo, esordendo in Coppa UEFA a San Siro contro l'Inter.
Ventenne, si trasferisce nell'estate 1997 all'Arsenal, dove per quattro anni è il secondo di David Seaman. A Londra accumula col susseguirsi delle stagioni un minutaggio sempre maggiore e, pur da riserva, alla fine degli anni 1990 solleva i primi trofei vincendo un campionato, una Coppa d'Inghilterra e due Charity Shield.

#### In Italia: Fiorentina, Siena e Juventus
Nel 2001 lascia l'Arsenal e si trasferisce in prestito in Italia, alla Fiorentina, esordendo il 14 ottobre contro il Lecce, con una sconfitta in campionato per 4-1. L'anno seguente si sposta in Spagna, acquistato dall'Espanyol, ma non scende mai in campo coi catalani sicché durante la stessa stagione fa ritorno in Serie A, questa volta al Torino, dove colleziona 3 presenze. Nell'estate 2003 va al Bologna, ma anche in Emilia si ritrova nuovamente precluso un ruolo da titolare. L'anno successivo, dopo aver svolto la preparazione precampionato con il Brescia, si accasa al Siena dove, a differenza delle precedenti esperienze, riesce a ritagliarsi spazio.

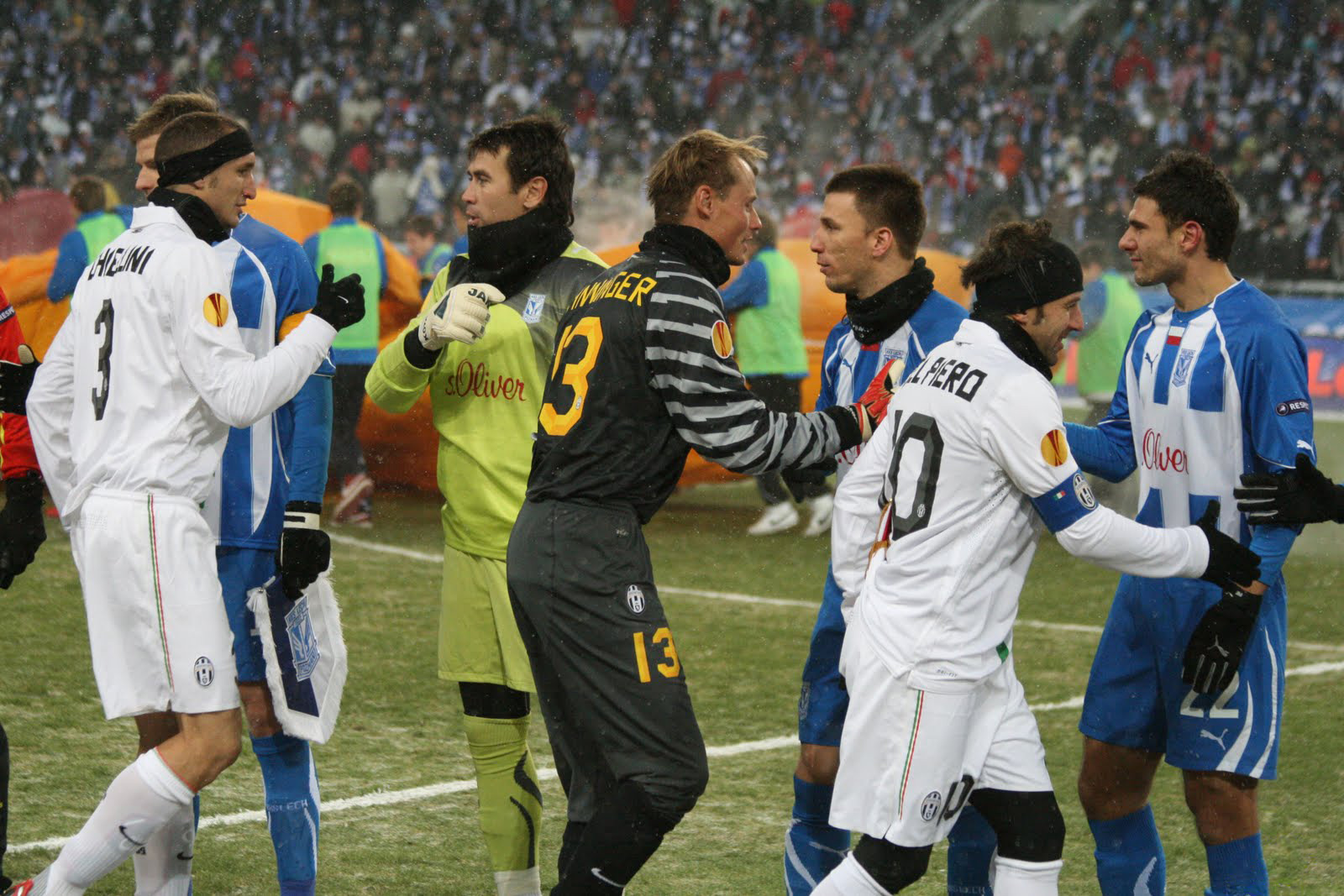
Da sinistra, in primo piano: i bianconeri Chiellini, Manninger e Del Piero salutano gli avversari del prima della sfida di Europa League del 1º dicembre 2010.

Nella stagione 2005-2006 ritorna in patria, al Salisburgo, ma i nuovi allenatori Giovanni Trapattoni e Lothar Matthäus lo mettono in secondo piano così come altri giocatori della squadra. Nell'estate 2006 è quindi di nuovo in prestito a Siena, dove gioca per due stagioni come portiere titolare, e togliendosi diverse soddisfazioni come quella di parare a Marco Materazzi, l'11 maggio 2008, il calcio di rigore che avrebbe anticipatamente assegnato lo scudetto all'Inter.
Il successivo 16 luglio passa dal Salisburgo all'Udinese, per circa 500 000 euro; non ha però modo di esordire con la maglia friulana poiché nella stessa sessione di mercato, per 680 000 euro, approda alla Juventus, club in cui militerà per quattro stagioni.
Esordisce con la squadra torinese il 21 settembre, entrando all'inizio del secondo tempo della sfida di campionato contro il Cagliari, al posto dell'infortunato Gianluigi Buffon; a causa della lontananza dai campi del portiere titolare, Manninger disputa buona parte del girone di andata della stagione 2008-2009, mettendo insieme 23 presenze tra Serie A, Coppa Italia e Champions League. Anche nell'annata successiva si trova a sostituire frequentemente Buffon, ed è chiamato in causa in 14 occasioni tra campionato e coppe. Nella stagione 2010-2011, dato l'arrivo di Marco Storari come prima riserva nel ruolo, l'austriaco viene schierato soltanto nelle partite di Europa League dove colleziona 6 presenze. Nell'ultima annata in Piemonte, con i bianconeri fuori dalle coppe europee, Manninger è relegato al ruolo di terzo portiere e non totalizza apparizioni; nonostante ciò può fregiarsi, il 6 maggio 2012, della vittoria del titolo italiano.

#### Ultimi anni
Svincolatosi dalla Juventus, nel novembre 2012 viene messo sotto contratto dai tedeschi dell'Augusta, in Bundesliga, alle prese con l'infortunio di Simon Jentzsch.
Dopo un quadriennio in Germania, nell'estate 2016 si libera dall'Augusta e il successivo 22 luglio torna dopo quindici anni in Premier League, accordandosi con il Liverpool dove va a ricoprire il ruolo di terzo portiere dietro a Simon Mignolet e all'altro neoacquisto Loris Karius. Al termine di una stagione senza apparizioni sul campo, annuncia il ritiro dal calcio giocato.

### Nazionale
Dopo aver fatto parte delle selezioni giovanili Under-18 e 21, ha giocato con la nazionale maggiore austriaca nel decennio che va dal 1999 al 2009; con questa, è tra i convocati per il campionato d'Europa 2008 in Austria e Svizzera, come secondo portiere dietro il titolare Jürgen Macho.

## Statistiche

### Presenze e reti nei club
| Stagione          | Squadra           | Campionato        | Campionato | Campionato | Coppe nazionali | Coppe nazionali | Coppe nazionali | Coppe continentali | Coppe continentali | Coppe continentali | Altre coppe | Altre coppe | Altre coppe | Totale | Totale |
| Stagione          | Squadra           | Comp              | Pres       | Reti       | Comp            | Pres            | Reti            | Comp               | Pres               | Reti               | Comp        | Pres        | Reti        | Pres   | Reti   |
| ----------------- | ----------------- | ----------------- | ---------- | ---------- | --------------- | --------------- | --------------- | ------------------ | ------------------ | ------------------ | ----------- | ----------- | ----------- | ------ | ------ |
| 1995-gen. 1996    | Vorwärts Steyr    | Bl                | 5          | -16        | CA              | ?               | -?              | -                  | -                  | -                  | -           | -           | -           | 5+     | -16+   |
| gen.-giu. 1996    | Salisburgo        | Bl                | 1          | 0          | CA              | ?               | -?              | -                  | -                  | -                  | -           | -           | -           | 1+     | 0+     |
| 1996-1997         | Grazer AK         | Bl                | 23         | -11        | CA              | ?               | -?              | CU                 | 2                  | -1                 | -           | -           | -           | 25+    | -12+   |
| 1997-1998         | Arsenal           | PL                | 7          | -4         | FACup+CdL       | 5+4             | -4+ -5          | CU                 | 0                  | 0                  | -           | -           | -           | 16     | -13    |
| 1998-1999         | Arsenal           | PL                | 6          | -2         | FACup+CdL       | 2+2             | -3+ -6          | UCL                | 0                  | 0                  | CS          | 0           | 0           | 10     | -11    |
| 1999-2000         | Arsenal           | PL                | 15         | -16        | FACup+CdL       | 1+1             | -1+ -2          | UCL+CU             | 4+2                | -4+ -5             | CS          | 0           | 0           | 23     | -28    |
| 2000-2001         | Arsenal           | PL                | 12         | -15        | FACup+CdL       | 0+0             | 0+ -0           | UCL                | 2                  | -6                 | -           | -           | -           | 14     | -21    |
| Totale Arsenal    | Totale Arsenal    | Totale Arsenal    | 40         | -37        |                 | 15              | -21             |                    | 8                  | -15                |             | 0           | 0           | 63     | -73    |
| 2001-2002         | Fiorentina        | A                 | 24         | -39        | CI              | 0               | 0               | CU                 | 6                  | -6                 | -           | -           | -           | 30     | -45    |
| 2002-gen. 2003    | Espanyol          | A                 | 0          | 0          | CR              | 0               | 0               | -                  | -                  | -                  | -           | -           | -           | 0      | 0      |
| gen.-giu. 2003    | Torino            | A                 | 3          | -5         | CI              | 0               | 0               | -                  | -                  | -                  | -           | -           | -           | 3      | -5     |
| 2003-2004         | Bologna           | A                 | 6          | 0          | CI              | 4               | -7              | -                  | -                  | -                  | -           | -           | -           | 4      | -7     |
| 2004-2005         | Siena             | A                 | 19         | -29        | CI              | 2               | -5              | -                  | -                  | -                  | -           | -           | -           | 21     | -34    |
| 2005-2006         | Salisburgo        | A                 | 14         | -9         | CA              | ?               | -?              | -                  | -                  | -                  | -           | -           | -           | 14+    | -9+    |
| Totale Salisburgo | Totale Salisburgo | Totale Salisburgo | 15         | -9         |                 | ?               | -?              |                    | -                  | -                  |             | -           | -           | 15+    | -9+    |
| 2006-2007         | Siena             | A                 | 38         | -45        | CI              | 2               | -3              | -                  | -                  | -                  | -           | -           | -           | 40     | -48    |
| 2007-2008         | Siena             | A                 | 26         | -28        | CI              | 0               | 0               | -                  | -                  | -                  | -           | -           | -           | 26     | -28    |
| Totale Siena      | Totale Siena      | Totale Siena      | 83         | -102       |                 | 4               | -8              |                    | -                  | -                  |             | -           | -           | 87     | -110   |
| 2008-2009         | Juventus          | A                 | 16         | -11        | CI              | 2               | -2              | UCL                | 5                  | -3                 | -           | -           | -           | 23     | -16    |
| 2009-2010         | Juventus          | A                 | 11         | -19        | CI              | 1               | 0               | UCL+UEL            | 0+2                | 0+ -1              | -           | -           | -           | 14     | -20    |
| 2010-2011         | Juventus          | A                 | 0          | 0          | CI              | 0               | 0               | UEL                | 5                  | -7                 | -           | -           | -           | 5      | -7     |
| 2011-2012         | Juventus          | A                 | 0          | 0          | CI              | 0               | 0               | -                  | -                  | -                  | -           | -           | -           | 0      | 0      |
| Totale Juventus   | Totale Juventus   | Totale Juventus   | 27         | -30        |                 | 3               | -2              |                    | 12                 | -11                |             | -           | -           | 42     | -43    |
| nov. 2012-2013    | Augusta           | BL                | 12         | -17        | CG              | 1               | -2              | -                  | -                  | -                  | -           | -           | -           | 13     | -19    |
| 2013-2014         | Augusta           | BL                | 13         | -22        | CG              | 1               | 0               | -                  | -                  | -                  | -           | -           | -           | 14     | -22    |
| 2014-2015         | Augusta           | BL                | 9          | -15        | CG              | 0               | 0               | -                  | -                  | -                  | -           | -           | -           | 9      | -15    |
| 2015-2016         | Augusta           | BL                | 1          | 0          | CG              | 0               | 0               | -                  | -                  | -                  | -           | -           | -           | 1      | 0      |
| Totale Augusta    | Totale Augusta    | Totale Augusta    | 35         | -54        |                 | 2               | -2              |                    | -                  | -                  |             | -           | -           | 37     | -56    |
| 2016-2017         | Liverpool         | PL                | 0          | 0          | FACup+CdL       | 0+0             | 0+ -0           | -                  | -                  | -                  | -           | -           | -           | 0      | 0      |
| Totale carriera   | Totale carriera   | Totale carriera   | 235        | -292       |                 | 27+             | -40+            |                    | 29                 | -33                |             | 0           | 0           | 289+   | -344+  |

### Cronologia presenze e reti in nazionale
| Cronologia completa delle presenze e delle reti in nazionale ― Austria | Cronologia completa delle presenze e delle reti in nazionale ― Austria | Cronologia completa delle presenze e delle reti in nazionale ― Austria | Cronologia completa delle presenze e delle reti in nazionale ― Austria | Cronologia completa delle presenze e delle reti in nazionale ― Austria | Cronologia completa delle presenze e delle reti in nazionale ― Austria | Cronologia completa delle presenze e delle reti in nazionale ― Austria | Cronologia completa delle presenze e delle reti in nazionale ― Austria |
| Data                                                                   | Città                                                                  | In casa                                                                | Risultato                                                              | Ospiti                                                                 | Competizione                                                           | Reti                                                                   | Note                                                                   |
| ---------------------------------------------------------------------- | ---------------------------------------------------------------------- | ---------------------------------------------------------------------- | ---------------------------------------------------------------------- | ---------------------------------------------------------------------- | ---------------------------------------------------------------------- | ---------------------------------------------------------------------- | ---------------------------------------------------------------------- |
| 18-8-1999                                                              | Malmö                                                                  | Svezia                                                                 | 0 – 0                                                                  | Austria                                                                | Amichevole                                                             | -                                                                      |                                                                        |
| 4-9-1999                                                               | Vienna                                                                 | Austria                                                                | 1 – 3                                                                  | Spagna                                                                 | Qual. Euro 2000                                                        | -3                                                                     |                                                                        |
| 10-10-1999                                                             | Vienna                                                                 | Austria                                                                | 3 – 1                                                                  | Cipro                                                                  | Qual. Euro 2000                                                        | -1                                                                     |                                                                        |
| 23-2-2000                                                              | Calamata                                                               | Grecia                                                                 | 4 – 1                                                                  | Austria                                                                | Amichevole                                                             | -3                                                                     | 46’                                                                    |
| 16-8-2000                                                              | Budapest                                                               | Ungheria                                                               | 1 – 1                                                                  | Austria                                                                | Amichevole                                                             | -                                                                      | 46’                                                                    |
| 28-2-2001                                                              | Rijeka                                                                 | Croazia                                                                | 1 – 0                                                                  | Austria                                                                | Amichevole                                                             | -1                                                                     |                                                                        |
| 25-4-2001                                                              | Innsbruck                                                              | Austria                                                                | 2 – 0                                                                  | Liechtenstein                                                          | Qual. Mondiali 2002                                                    | -                                                                      |                                                                        |
| 15-8-2001                                                              | Vienna                                                                 | Austria                                                                | 1 – 2                                                                  | Svizzera                                                               | Amichevole                                                             | -1                                                                     | 46’                                                                    |
| 27-3-2002                                                              | Graz                                                                   | Austria                                                                | 2 – 0                                                                  | Slovacchia                                                             | Amichevole                                                             | -                                                                      |                                                                        |
| 17-4-2002                                                              | Vienna                                                                 | Austria                                                                | 0 – 0                                                                  | Camerun                                                                | Amichevole                                                             | -                                                                      |                                                                        |
| 21-8-2002                                                              | Basilea                                                                | Svizzera                                                               | 3 – 2                                                                  | Austria                                                                | Amichevole                                                             | -3                                                                     |                                                                        |
| 7-9-2002                                                               | Vienna                                                                 | Austria                                                                | 2 – 0                                                                  | Moldavia                                                               | Qual. Euro 2004                                                        | -                                                                      |                                                                        |
| 12-10-2002                                                             | Minsk                                                                  | Bielorussia                                                            | 0 – 2                                                                  | Austria                                                                | Qual. Euro 2004                                                        | -                                                                      |                                                                        |
| 16-10-2002                                                             | Vienna                                                                 | Austria                                                                | 0 – 3                                                                  | Paesi Bassi                                                            | Qual. Euro 2004                                                        | -3                                                                     |                                                                        |
| 4-9-2004                                                               | Vienna                                                                 | Austria                                                                | 2 – 2                                                                  | Inghilterra                                                            | Qual. Mondiali 2006                                                    | -2                                                                     |                                                                        |
| 8-9-2004                                                               | Vienna                                                                 | Austria                                                                | 2 – 0                                                                  | Azerbaigian                                                            | Qual. Mondiali 2006                                                    | -                                                                      |                                                                        |
| 9-10-2004                                                              | Vienna                                                                 | Austria                                                                | 1 – 3                                                                  | Polonia                                                                | Qual. Mondiali 2006                                                    | -3                                                                     |                                                                        |
| 13-10-2004                                                             | Belfast                                                                | Irlanda del Nord                                                       | 3 – 3                                                                  | Austria                                                                | Qual. Mondiali 2006                                                    | -3                                                                     |                                                                        |
| 15-11-2006                                                             | Vienna                                                                 | Austria                                                                | 4 – 1                                                                  | Trinidad e Tobago                                                      | Amichevole                                                             | -1                                                                     |                                                                        |
| 7-2-2007                                                               | Ta' Qali                                                               | Malta                                                                  | 1 – 1                                                                  | Austria                                                                | Amichevole                                                             | -                                                                      | 46’                                                                    |
| 24-3-2007                                                              | Graz                                                                   | Austria                                                                | 1 – 1                                                                  | Ghana                                                                  | Amichevole                                                             | -1                                                                     |                                                                        |
| 22-8-2007                                                              | Vienna                                                                 | Austria                                                                | 1 – 1                                                                  | Rep. Ceca                                                              | Amichevole                                                             | -1                                                                     |                                                                        |
| 13-10-2007                                                             | Zurigo                                                                 | Svizzera                                                               | 3 – 1                                                                  | Austria                                                                | Amichevole                                                             | -3                                                                     |                                                                        |
| 16-11-2007                                                             | Vienna                                                                 | Austria                                                                | 0 – 1                                                                  | Inghilterra                                                            | Amichevole                                                             | -1                                                                     | 26’                                                                    |
| 21-11-2007                                                             | Vienna                                                                 | Austria                                                                | 0 – 0                                                                  | Tunisia                                                                | Amichevole                                                             | -                                                                      |                                                                        |
| 6-2-2008                                                               | Vienna                                                                 | Austria                                                                | 0 – 3                                                                  | Germania                                                               | Amichevole                                                             | -3                                                                     |                                                                        |
| 30-5-2008                                                              | Vienna                                                                 | Austria                                                                | 5 – 1                                                                  | Malta                                                                  | Amichevole                                                             | -1                                                                     |                                                                        |
| 20-8-2008                                                              | Nizza                                                                  | Italia                                                                 | 2 – 2                                                                  | Austria                                                                | Amichevole                                                             | -1                                                                     | 46’                                                                    |
| 6-8-2008                                                               | Vienna                                                                 | Austria                                                                | 3 – 1                                                                  | Francia                                                                | Qual. Mondiali 2010                                                    | -1                                                                     |                                                                        |
| 10-8-2008                                                              | Marijampolė                                                            | Lituania                                                               | 2 – 0                                                                  | Austria                                                                | Qual. Mondiali 2010                                                    | -2                                                                     |                                                                        |
| 11-10-2008                                                             | Tórshavn                                                               | Fær Øer                                                                | 1 – 1                                                                  | Austria                                                                | Qual. Mondiali 2010                                                    | -1                                                                     |                                                                        |
| 15-10-2008                                                             | Vienna                                                                 | Austria                                                                | 1 – 3                                                                  | Serbia                                                                 | Qual. Mondiali 2010                                                    | -3                                                                     |                                                                        |
| 11-2-2009                                                              | Graz                                                                   | Austria                                                                | 0 – 2                                                                  | Svezia                                                                 | Amichevole                                                             | -2                                                                     |                                                                        |
| Totale                                                                 |                                                                        | Presenze                                                               | 33                                                                     |                                                                        | Reti                                                                   | -44                                                                    |                                                                        |

## Palmarès

### Club
- Campionato inglese: 1

Arsenal: 1997-1998
- Coppa d'Inghilterra: 1

Arsenal: 1997-1998
- Charity Shield: 2

Arsenal: 1998, 1999
- Campionato italiano: 1

Juventus: 2011-2012